# 老天平所 (莱比锡)

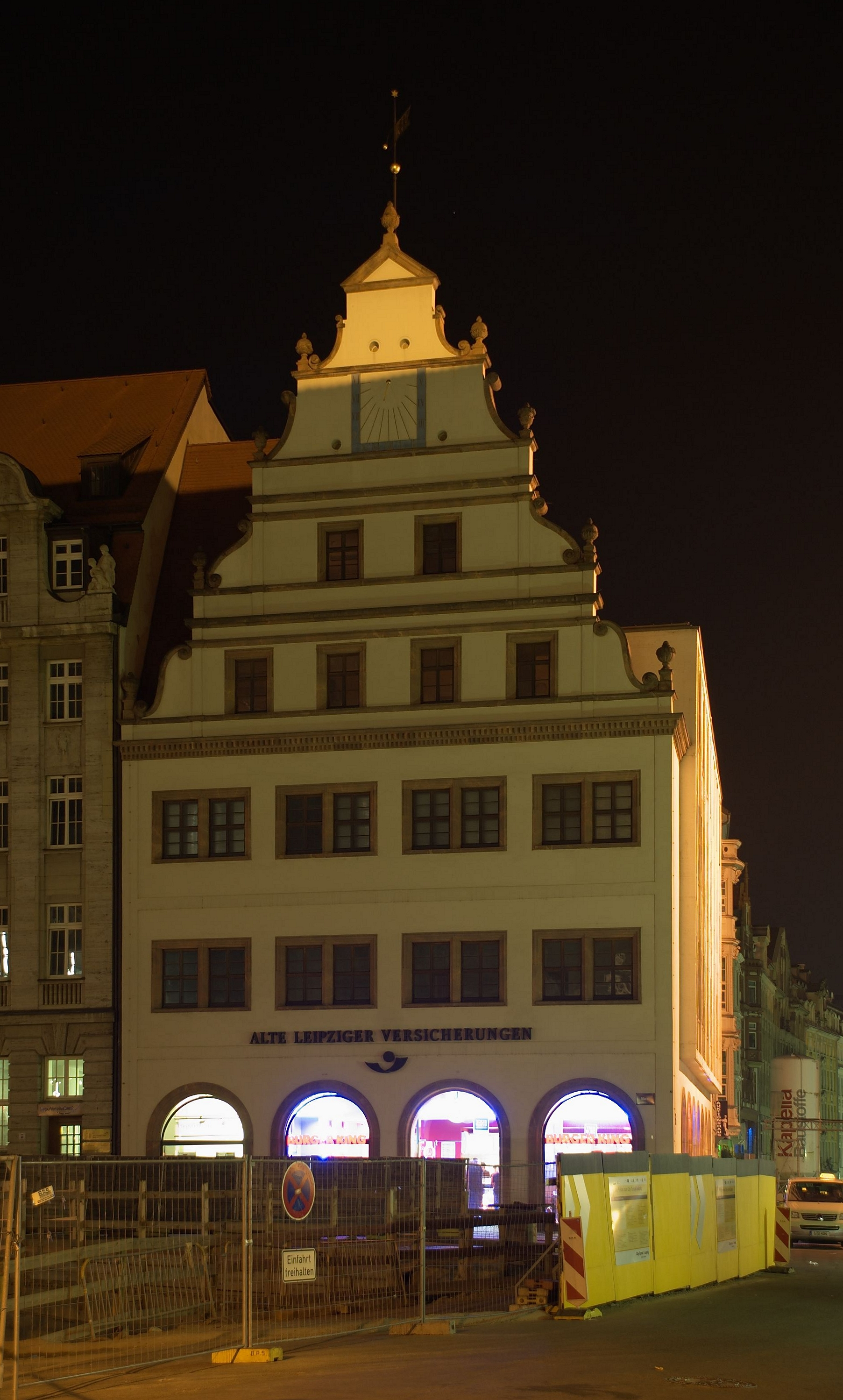
老天平所

老天平所（Alte Waage）是一座16世纪德国文艺复兴建筑，位于莱比锡集市广场北侧，由建筑师海欧纳莫斯·洛特和他的助手保罗·培根建于1555年。
在莱比锡博览会期间，所有在此出售的货物都是通过这里称重。1820年，天平所迁走，因此名为老天平所。后来用作办公室，1917年为莱比锡博览会办事处所在地。1924年，中央德国广播在此设立工作室。1943年12月4日，这座建筑被空袭彻底摧毁。1964年重建，外部保持了原样。自1996年以来，这座建筑归属一家保险公司。  